# أبلق أسود
أبلق أسود أو أبلق الحوادِل (الاسم العلمي: Oenanthe leucura) (بالإنجليزية: Black Wheatear)‏ هو نوع من الطيور يتبع جنس الأبلق من فصيلة صائدات الذباب.